# Nišská deklerace

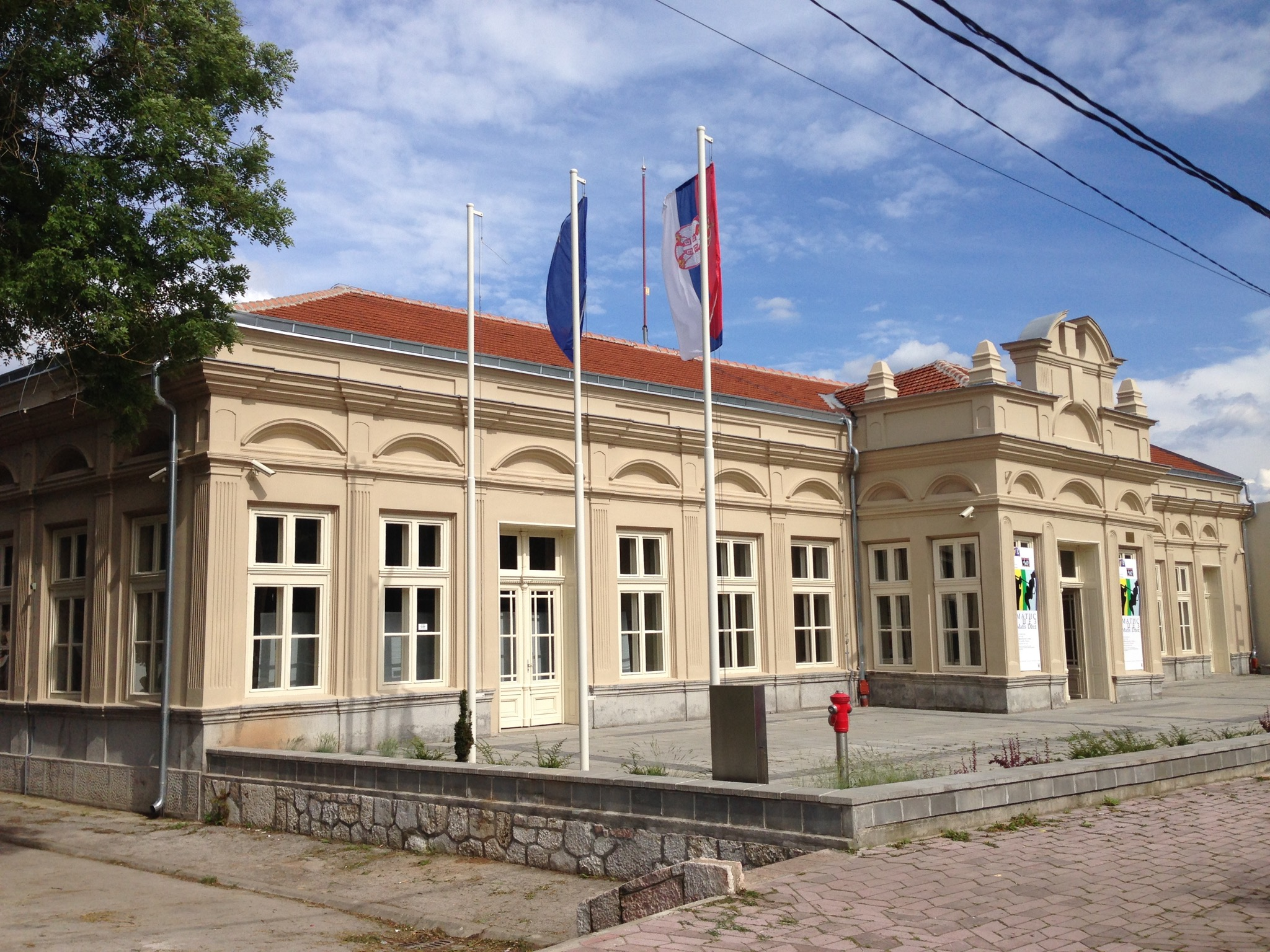
Bývalý důstojnický klub v Niši, ve kterém byla deklarace deklarována.

Nišská deklerace (srbsky Нишка декларација/Niška deklaracija) byl dokument, který obsahoval základní podstatu cílů, kterých chtělo Srbsko dosáhnout v první světové válce. Dokument vypracovala srbská vláda a 7. prosince 1914 ho na svém zasedání v Niši schválil i parlament (skupština). Jeho hlavní myšlenkou bylo především kromě sjednocení všech Srbů do jednoho státu (což byl dlouhodobý cíl srbské politiky již od počátku 19. století) také rozšíření monarchie na území, obývané Chorvaty a Slovinci. O obou národech se vláda zmínila jako o „nesvobodných bratřích“. Tento cíl byl po první světové válce naplněn ustanovením Království Srbů, Chorvatů a Slovinců v prosinci 1918.